# Oculto
Oculto är en sjö i Antarktis. Den ligger i Sydshetlandsöarna. Argentina, Chile och Storbritannien gör anspråk på området.